# Saison 2007 de l'équipe cycliste Liquigas
L'Équipe cycliste Liquigas participait en 2007 au ProTour.

## Effectif
| Cycliste               | Date de naissance | Nationalité | Équipe 2006                           |
| ---------------------- | ----------------- | ----------- | ------------------------------------- |
| Michael Albasini       | 20.12.1980        | Suisse      |                                       |
| Magnus Bäckstedt       | 30.01.1975        | Suède       |                                       |
| Manuel Beltrán         | 28.05.1971        | Espagne     | Discovery Channel                     |
| Leonardo Bertagnolli   | 08.01.1978        | Italie      | Cofidis                               |
| Patrick Calcagni       | 05.07.1977        | Suisse      |                                       |
| Eros Capecchi          | 13.06.1986        | Italie      |                                       |
| Kjell Carlström        | 18.10.1976        | Finlande    |                                       |
| Dario Cataldo          | 17.03.1985        | Italie      | néo-pro                               |
| Francesco Chicchi      | 27.11.1980        | Italie      | Quick Step-Innergetic                 |
| Mauro Da Dalto         | 08.04.1981        | Italie      |                                       |
| Danilo Di Luca         | 02.01.1976        | Italie      |                                       |
| Francesco Failli       | 16.12.1983        | Italie      |                                       |
| Murilo Fischer         | 16.06.1979        | Brésil      | Naturino - Sapore di Mare             |
| Enrico Gasparotto      | 22.03.1982        | Italie      |                                       |
| Roman Kreuziger        | 16.06.1986        | Tchéquie    |                                       |
| Aliaksandr Kuschynski  | 27.10.1979        | Biélorussie | Ceramica Flaminia                     |
| Vladimir Miholjević    | 18.01.1974        | Croatie     |                                       |
| Matej Mugerli          | 17.06.1981        | Slovénie    |                                       |
| Vincenzo Nibali        | 14.11.1984        | Italie      |                                       |
| Andrea Noè             | 15.01.1969        | Italie      |                                       |
| Luca Paolini           | 17.01.1977        | Italie      |                                       |
| Franco Pellizotti      | 15.01.1978        | Italie      |                                       |
| Roberto Petito         | 01.02.1971        | Italie      | Team Tenax                            |
| Filippo Pozzato        | 10.09.1981        | Italie      | Quick Step-Innergetic                 |
| Manuel Quinziato       | 30.10.1979        | Italie      |                                       |
| Alessandro Spezialetti | 14.01.1975        | Italie      |                                       |
| Guido Trenti           | 27.12.1972        | États-Unis  | Quick Step-Innergetic                 |
| Alessandro Vanotti     | 16.09.1980        | Italie      | Milram                                |
| Charles Wegelius       | 26.04.1978        | Royaume-Uni |                                       |
| Frederik Willems       | 08.09.1979        | Belgique    | Chocolade Jacques-Topsport Vlaanderen |

## Victoires
| Date       | Course                                                    | Pays     | Classe | Vainqueur             |
| ---------- | --------------------------------------------------------- | -------- | ------ | --------------------- |
| 25/02/2007 | Tour du Haut-Var                                          | France   | 1.1    | Filippo Pozzato       |
| 03/03/2007 | Het Volk                                                  | Belgique | 1.HC   | Filippo Pozzato       |
| 10/03/2007 | Milan-Turin                                               | Italie   | 1.HC   | Danilo Di Luca        |
| 13/03/2007 | 2e étape de Paris-Nice                                    | France   | PT     | Franco Pellizotti     |
| 29/03/2007 | 3e étape de la Semaine internationale Coppi et Bartali    | Italie   | 2.1    | Danilo Di Luca        |
| 01/04/2007 | 2e étape du Tour du Pays basque                           | Espagne  | PT     | Manuel Beltrán        |
| 03/04/2007 | 1re étape des Trois Jours de La Panne                     | Belgique | 2.HC   | Luca Paolini          |
| 05/04/2007 | Prologue de la Semaine cycliste lombarde (clm par équipe) | Italie   | 2.1    | Liquigas              |
| 06/04/2007 | 1re étape de la Semaine cycliste lombarde                 | Italie   | 2.1    | Roman Kreuziger       |
| 09/04/2007 | 4e étape de la Semaine cycliste lombarde                  | Italie   | 2.1    | Alessandro Vanotti    |
| 12/04/2007 | 3e étape du Circuit de la Sarthe                          | France   | 2.1    | Michael Albasini      |
| 29/04/2007 | Liège-Bastogne-Liège                                      | Belgique | PT     | Danilo Di Luca        |
| 05/05/2007 | 1re étape B des Cinq anneaux de Moscou                    | Russie   | 2.2    | Aliaksandr Kuschynski |
| 05/05/2007 | Grand Prix de l'industrie et de l'artisanat de Larciano   | Italie   | 1.1    | Vincenzo Nibali       |
| 06/05/2007 | 2e étape des Cinq anneaux de Moscou                       | Russie   | 2.2    | Aliaksandr Kuschynski |
| 06/05/2007 | Tour de Toscane                                           | Italie   | 1.1    | Vincenzo Nibali       |
| 08/05/2007 | 4e étape B des Cinq anneaux de Moscou                     | Russie   | 2.2    | Aliaksandr Kuschynski |
| 09/05/2007 | Classement général des Cinq anneaux de Moscou             | Russie   | 2.2    | Aliaksandr Kuschynski |
| 12/05/2007 | 1re étape du Tour d'Italie (contre-la-montre par équipes) | Italie   | PT     | Liquigas              |
| 16/05/2007 | 4e étape du Tour d'Italie                                 | Italie   | PT     | Danilo Di Luca        |
| 24/05/2007 | 12e étape du Tour d'Italie                                | Italie   | PT     | Danilo Di Luca        |
| 09/06/2007 | Mémorial Marco Pantani                                    | Italie   | 1.1    | Franco Pellizotti     |
| 14/06/2007 | 3e étape du Tour de Slovénie                              | Slovénie | 2.1    | Vincenzo Nibali       |
| 15/06/2007 | 4e étape du Tour de Slovénie                              | Slovénie | 2.1    | Vincenzo Nibali       |
| 01/07/2007 | Championnat de Suède sur route                            | Suède    | CN     | Magnus Bäckstedt      |
| 12/07/2007 | 5e étape du Tour de France                                | France   | PT     | Filippo Pozzato       |
| 29/07/2007 | 4e étape du Brixia Tour                                   | Italie   | 2.1    | Francesco Chicchi     |
| 01/08/2007 | 1re étape du Tour du Danemark                             | Danemark | 2.HC   | Francesco Chicchi     |
| 04/08/2007 | 4ea étape du Tour du Danemark                             | Danemark | 2.HC   | Francesco Chicchi     |
| 04/08/2007 | Classique de Saint-Sébastien                              | Espagne  | PT     | Leonardo Bertagnolli  |
| 12/08/2007 | Trophée Matteotti                                         | Italie   | 1.1    | Filippo Pozzato       |
| 13/09/2007 | 5e étape du Tour de Pologne                               | Pologne  | PT     | Murilo Fischer        |
| 14/09/2007 | 6e étape du Tour de Pologne                               | Pologne  | PT     | Filippo Pozzato       |
| 23/09/2007 | Grand Prix de l'industrie et du commerce de Prato         | Italie   | 1.1    | Filippo Pozzato       |
| 06/10/2007 | Mémorial Cimurri                                          | Italie   | 1.1    | Leonardo Bertagnolli  |

## Classements UCI ProTour

### Individuel
| Rang | Coureur               | Points |
| ---- | --------------------- | ------ |
| 29   | Leonardo Bertagnolli  | 70     |
| 45   | Franco Pellizotti     | 52     |
| 51   | Manuel Beltrán        | 43     |
| 64   | Luca Paolini          | 36     |
| 65   | Filippo Pozzato       | 36     |
| 69   | Francesco Chicchi     | 32     |
| 71   | Roberto Petito        | 31     |
| 80   | Roman Kreuziger       | 30     |
| 122  | Vincenzo Nibali       | 8      |
| 151  | Murilo Fischer        | 6      |
| 152  | Aliaksandr Kuschynski | 6      |
| 153  | Mauro Da Dalto        | 6      |
| 154  | Frederik Willems      | 6      |
| 155  | Magnus Bäckstedt      | 6      |
| 156  | Manuel Quinziato      | 6      |
| 185  | Enrico Gasparotto     | 3      |
| 188  | Michael Albasini      | 3      |

### Équipe
L'équipe Liquigas a terminé à la 2e place avec 354 points.